# Bombyx mandarina
Bombyx mandarina is een vlinder uit de familie van de echte spinners (Bombycidae). De wetenschappelijke naam van de soort werd in 1872 gepubliceerd door Frederic Moore. Het is de nauwste verwant van de bombyx mori of zijderups. In tegenstelling tot haar gedomesticeerde verwant, die niet in staat is te vliegen of zelfs te overleven zonder menselijke hulp, is de bombyx mandarina een vrij normale vlindersoort. Het voornaamste verschil met de gedomesticeerde taxon is het slankere lijf met goedontwikkelde vleugels bij de mannetjes en de grijsbruine kleur.